# Tony! Toni! Toné!
I Tony! Toni! Toné! sono un gruppo musicale soul/R&B statunitense che ha avuto successo tra la fine degli anni ottanta e i primi anni novanta.

## Storia del gruppo
Il gruppo è originario di Oakland (California). Nel periodo in cui ha raggiunto il maggior successo, la band era composta da Dwayne Wiggins (voce, chitarra), suo fratello Raphael Saadiq (voce, basso) e il loro cugino Timothy Christian Riley (batteria, tastiere).
Il gruppo ha esordito nel 1988 con l'album Who?. I dischi che ne hanno consolidato il successo sono stati i successivi The Revival (1990), Sons of Soul (1993) e House of Music (1996). Tra le loro canzoni più famose vi sono Feels Good (1990) e If I Had No Loot (1993).
Nel 1996 il gruppo si è sciolto.
Nel 2003 (ad eccezione di Saadiq) il gruppo ha partecipato alle registrazioni dell'album The Diary of Alicia Keys di Alicia Keys per il brano Diary.

## Formazione
Attuale
- Dwayne Wiggins
- Timothy Christian Riley
- Amar Khalil

Ex membri
- Raphael Saadiq
- Elijah Baker
- Carl Wheeler
- Randall Wiggins
- Antron Haile

## Discografia
Album studio
- 1988 - Who?
- 1990 - The Revival
- 1993 - Sons of Soul
- 1996 - House of Music

Raccolte
- 1997 - Hits
- 2001 - 20th Century Masters - The Millennium Collection: The Best of Tony! Toni! Toné!
- 2011 - Icon